# Suco
Suco es una localidad situada en el departamento Río Cuarto, provincia de Córdoba, Argentina.
Se encuentra ubicada a aproximadamente 60 km de la ciudad de Río Cuarto y a 280 km de la Ciudad de Córdoba en el sur de las sierras de Córdoba.
Las actividades económicas de la comuna están íntimamente relacionadas con la explotación agrícola ganadera.

## Geografía

### Población
Cuenta con 374 habitantes (Indec, 2022), lo que representa un incremento del 22% frente a los 292 habitantes (Indec, 2001) del censo anterior.
| Gráfica de evolución demográfica de Suco entre 1991 y 2022 |
|                                                            |
| Fuente: Censos nacionales del INDEC                        |

### Sismicidad
La sismicidad de la región de Córdoba es frecuente y de intensidad baja, y un silencio sísmico de terremotos medios a graves cada 30 años en áreas aleatorias.

### Terremoto de Sampacho de 1934
Esa localidad, y las circundantes como Suco (zona aparentemente no sísmica: ¡al no poseerse en lo más mínimo de rastros de la "historia oficial sísmica" de los últimos años de actividad, resultando toda la Argentina sísmica"!), fueron parcialmente destruidas el 11 de junio de 1934 (90 años), por el sismo local de Sampacho que afortunadamente no arrojó víctimas fatales. Pero al impacto físico se sumó la conmoción psicológica, por el desconocimiento más absoluto de la repetición de estos fenómenos naturales históricos.
Otras expresiones se produjeron:
- 22 de septiembre de 1908 (116 años), a las 17.00 UTC-3, con 6,5 Richter, escala de Mercalli VII; ubicación 30°30′0″S 64°30′0″O / -30.50000, -64.50000; profundidad: 100 km; produjo daños en Deán Funes, Cruz del Eje y Soto, provincia de Córdoba, y en el sur de las provincias de Santiago del Estero, La Rioja y Catamarca[2]
- 16 de enero de 1947 (78 años), a las 2.37 UTC-3, con una magnitud aproximadamente de 5,5 en la escala de Richter (terremoto de Córdoba de 1947)[1]
- 28 de marzo de 1955 (70 años), a las 6.20 UTC-3 con 6,9 Richter: además de la gravedad física del fenómeno se unió el desconocimiento absoluto de la población a estos eventos recurrentes (terremoto de Villa Giardino de 1955)
- 7 de septiembre de 2004 (20 años), a las 8.53 UTC-3 con 4,1 Richter
- 25 de diciembre de 2009 (15 años), a las 21.42 UTC-3 con 4,0 Richter

## Pesca
Suco es visitado turísticamente por la pesca deportiva, siendo esa la principal fuente de turistas.